# زبان دزونگخا
زبان دزونگخا نوعی زبان تبتی است، این زبان یکی از ۵۸ زبان خانواده زبانی تبتی است. این زبان زبان رسمی کشور بوتان نیز به‌شمار می‌رود.